# Thermoplasmata
Thermoplasmata är en klass av arkéer som ingår i fylumet Euryarchaeota. De är fakultativt anaeroba, det vill säga kan leva i både närvaro och frånvaro av fritt syre. De fordrar höga temperaturer och lågt pH (de är termoacidofiler). De saknar cellvägg, men har ett cellmembran bestående av stora mängder lipopolysackarider och glykoproteiner, vilka skyddar mot värme och syror. Termoplasmataarkéer lever i kolslaggshögar, där kemoautotrofa eubakterier oxiderar järnpyrit till svavelsyrlighet och svavelsyra. Detta leder till hög temperatur och lågt pH, vilket gynnar bildning av små kolmolekyler som Thermoplasmata kan omsätta.